# Pipino el Breve
Pipino el Breve (Jupille, cerca de Lieja (Bélgica), c. 714-Saint-Denis, 24 de septiembre de 768), a veces llamado Pipino III, fue el hijo menor de Carlos Martel, y padre de Carlomagno. Sus cargos fueron: mayordomo de palacio de Neustria (741-751) con Borgoña y Provenza, mayordomo de palacio de Austrasia (747-751) y rey de los francos (751-768).[cita requerida] Fue el primer carolingio en convertirse en rey.
La educación de Pipino se distinguió por la formación eclesiástica que recibió de los monjes de Saint-Denis. Sucediendo a su padre como mayordomo de palacio en el año 741, Pipino reinó sobre Francia conjuntamente con su hermano mayor Carlomán. Pipino gobernó en Neustria, Borgoña y Provenza, mientras que su hermano mayor Carlomán se estableció en Austrasia, Alemannia y Turingia. Los hermanos participaron activamente en la represión de las revueltas lideradas por los bávaros, aquitanos, sajones y alamanes en los primeros años de su reinado. En el año 743, pusieron fin al interregno franco eligiendo a Childerico III, que sería el último monarca merovingio, como rey nominal de los francos.
Con una buena disposición hacia la Iglesia y el papado gracias a su educación eclesiástica, Pipino y Carlomán continuaron la labor de su padre apoyando a San Bonifacio en la reforma de la Iglesia franca y en la evangelización de los sajones. Después de que Carlomán, que era un hombre intensamente piadoso, se retirara a la vida religiosa en 747, Pipino se convirtió en el único gobernante de los francos. Reprimió una revuelta encabezada por su medio hermano Grifón y consiguió convertirse en el gobernante indiscutible de toda Francia. Abandonando las pretensiones, Pipino obligó a Childerico a ingresar en un monasterio y se hizo proclamar rey de los francos con el apoyo del papa Zacarías en el año 751. La decisión no fue apoyada por todos los miembros de la familia carolingia y Pipino tuvo que sofocar una revuelta liderada por el hijo de Carlomán, Drogo, y de nuevo por Grifón.
Como rey, Pipino emprendió un ambicioso programa de expansión de su poder. Reformó la legislación de los francos y continuó las reformas eclesiásticas de Bonifacio. Pipino también intervino a favor del papado de Esteban II contra los lombardos en Italia. A mediados del verano de 754, Esteban II ungió de nuevo a Pipino, junto con sus dos hijos, Carlos y Carlomán. La ceremonia tuvo lugar en la iglesia de la abadía de St. Denis, cerca de París, y el Papa prohibió formalmente a los francos elegir como rey a alguien que no fuera de la raza sagrada de Pipino. También concedió a Pipino y a sus hijos el título de «patricio de Roma». Pipino pudo asegurarse varias ciudades, que luego entregó al Papa como parte de la Donación de Pipino. Esto constituyó la base jurídica de los Estados Pontificios en la Edad Media. Los bizantinos, deseosos de entablar buenas relaciones con el creciente poder del imperio franco, concedieron a Pipino el título de patricio. En guerras de expansión, Pipino conquistó la Septimania a los omeyas islámicos y sometió los reinos del sur derrotando repetidamente a Waiofar y a sus tropas gasconas, tras lo cual los señores gascones y aquitanos no vieron otra opción que jurar lealtad a los francos. Sin embargo, Pipino se vio afectado por las incesantes revueltas de los sajones y los bávaros. Hizo una campaña incansable en Germania, pero la subyugación final de estas tribus quedó en manos de sus sucesores.
Pipino murió en 768 y le sucedieron sus hijos Carlomagno y Carlomán. Aunque es indudable que fue uno de los gobernantes más poderosos y exitosos de su época, el reinado de Pipino se ve eclipsado en gran medida por el de su hijo más famoso, Carlomagno.

## Historia
A la muerte de Carlos Martel, sus títulos se repartieron —a la usanza de la época— entre sus dos hijos: Carlomán heredó el cargo de mayordomo de palacio (jefe de Gobierno o primer ministro) de Austrasia y Pipino, el de mayordomo de palacio de Neustria.
Es el periodo de la decadencia de la dinastía merovingia, cuando los reyes no tienen ya ninguna autoridad y los mayordomos de palacio son los verdaderos gobernantes del Estado. Carlomán y Pipino se reparten entonces el poder del reino franco, que gobernarán entre los dos, luchando, en primer lugar, por sus intereses personales y supuestamente por devolver la estabilidad a las fronteras del reino.
Comienzan enseguida una reforma de la Iglesia con la ayuda del Obispo san Bonifacio y se realizan dos concilios: el primero en Austrasia, convocado por Carlomán en 742-743; el segundo por Pipino, en 744 en Soissons (Neustria), en el que adoptará las decisiones tomadas en el Concilio de Austrasia. Esta reforma establecerá la jerarquía en el seno del clero franco, a cuya cabeza se encuentra Bonifacio (evangelizador de Germania), como dirigente de los obispos.
En 747 Carlomán se retira a la vida monástica y cede la mayoría de Austrasia a su hermano menor, con lo cual Pipino se convierte en el dirigente efectivo de todo el reino franco. Desde ese momento, comienza un duro enfrentamiento para deshacerse de Childerico III, el soberano merovingio del que depende oficialmente. Para demostrar la inutilidad de los reyes merovingios, Carlos Martel había dejado vacante el trono tras la muerte de Teodorico IV en 737 (durante los siete años de vacío real, todos los documentos oficiales llevarán la fecha de 737). En 743, Pipino libera a Childerico del monasterio en el que lo había encerrado su padre y le permite ocupar el trono del que había sido desposeído. Su retorno propicia la coalición formada, entre otros, por el duque de los alemanes y Hunaldo de Aquitania, que reaccionan mal ante la eliminación política de Grifón (medio hermano de Pipino y Carlomán) pero, al reponer a Childerico en el trono, Pipino consigue un medio para apaciguarlos durante un tiempo.
Hacia 744, contrae nupcias con Bertrada de Laón, llamada «la del pie grande», hija de Cariberto, conde de Laón (el apodo se le puso por tener un pie más grande que el otro).
En 750, Pipino envía una delegación franca a entrevistarse con el papa Zacarías, en solicitud de una autorización para poner fin al decadente reino merovingio y ocupar el trono de Childerico. Zacarías acepta y declara que «debe ser rey el que ejerce la realidad del poder».
En noviembre de 751, Pipino depone a Childerico III y se hace coronar por san Bonifacio en el campo de mayo en Soissons, siendo proclamado por una asamblea de obispos, nobles y Leudes (grandes del reino). Esta elección se consigue sin derramamiento de sangre. Childerico III, tras ser depuesto, es tonsurado (pierde sus largos cabellos, signo del poder entre los francos) y termina sus días encerrado en el monasterio de San Bertin, cerca de Saint-Omer.
Pero aunque Pipino haya conseguido el título de rey y su poder, este no le pertenece, y esta ruptura de la dinastía merovingia precisa de una nueva que deberá reemplazar la sucesión natural de padres a hijos. Esta continuidad queda asegurada por la consagración real seguida de la unción, simbolizada en el bautismo de Clodoveo I y la alianza particular entre la Iglesia y los reyes francos. Es en Soissons, donde el obispo Bonifacio, su consejero diplomático, le ungirá marcando su frente con el aceite santo —el Saint-Chrême— (Santo Crisma) como ya se hacía a lo largo de una ceremonia en la que se consagraba a los reyes visigodos de Toledo. Por medio de esta unción, el rey de los francos, a partir de ese momento investido de una misión de guía militar y religiosa, ostenta la fuerza moral del «derecho divino», es decir, de «dirigir los pueblos que Dios le confía»; pero esta legitimidad tiene un coste: el de la fidelidad a la Iglesia y a quien la dirige, el papa Esteban II que, desde Roma, ha dado su consentimiento para el cambio de dinastía.
Pipino será consagrado por segunda vez, por Bonifacio, en diciembre de ese mismo año, en Maguncia, como señor de Austrasia.

## Apoyo de Roma y lucha contra los lombardos
El cisma de Bizancio obligó al papado a aliarse con el rey de los francos. El nuevo papa, Esteban II (sucesor de Zacarías muerto en 752), pide ayuda militar para luchar contra los lombardos y su rey Astolfo (o Astolf), que amenazan a Roma. Si el papa Esteban se decide a atravesar los Alpes para solicitar la ayuda del rey de los francos (es la primera vez que un papa emprende semejante viaje), es porque no tiene otra elección. El protector habitual de la Iglesia es el emperador bizantino que gobierna en Constantinopla bajo el Imperio romano de Oriente, pero este se encuentra en precarias condiciones y no tiene posibilidad de concurrir en auxilio del papado.
El 6 de enero, en el palacio de Ponthion, en el sur de Champaña, el rey Pipino se postra delante del papa Esteban II y, con suma deferencia, toma la brida de su caballo, reproduciendo el mismo gesto elegante del emperador Constantino I el Grande ante el papa Silvestre I. Fue un acto político muy hábil. Esteban II le propone a Pipino una alianza asegurándole una segunda consagración, realizada por él mismo, la «gracia divina» para el rey de los francos y para sus hijos. El acuerdo definitivo se pacta el 14 de abril en Quierzy-sur-Oise, en el norte de París. En tanto que el papa aporta su apoyo espiritual a Pipino, este último se compromete a ofrecer a la Santa Sede un dominio lo suficientemente grande como para que pueda preservarle de toda agresión.
El domingo 28 de julio de 754, en la basílica de Saint-Denis, el papa Esteban II consagra a Pipino y le confiere los títulos de rey de los francos y patricio de los romanos (Patricius Romanorum). Los hijos y herederos de Pipino, Carlomán y Carlos, también son consagrados en la misma ceremonia, al igual que su madre Berta. El papa establece, por medio de este acto, un estrecho lazo de continuidad entre la unción realizada a los reyes del Antiguo Testamento y los reyes de la nueva dinastía. Esta consagración pone fin, oficialmente, a la dinastía merovingia y legaliza el advenimiento de los Carolingios al poder.
Asegurando el reinado de Pipino III sobre los francos y consagrándole el mismo como tal, el papa ha marcado las distancias con el emperador de Bizancio. La Santa Sede se somete, a partir de ahora y para su seguridad, a los soberanos francos. Es el principio de una larga colaboración, aunque a menudo tormentosa, con los Carolingios y sus lejanos herederos del Sacro Imperio Romano Germánico. Y como consecuencia de esta consagración, la legitimidad del rey de los francos, a veces de «derecho divino», no dependerá exclusivamente de los señores francos electores del rey. Pipino se considera, sin embargo, el primer rey por la voluntad de Dios y el principio de este reinado de «derecho divino» durará en Francia sin interrupción durante ciento once años.
Pipino no puede, por tanto, rehusar la petición del papa. Nuevo «David» y primer rey cristiano, por la «gracia de Dios», está obligado a cumplir con el papa Esteban II (en tanto que hijo amado de la Iglesia, tomando la defensa de su Santa Madre) y a romper su alianza con los lombardos. El envío de una delegación el 14 de octubre de 754 para calmar a los lombardos en sus reivindicaciones no surtirá efecto, y en 755 Pipino lanza contra ellos una primera expedición de la que sale victorioso. Pero al año siguiente, los lombardos ponen sitio a Roma. Por tanto, de 756 a 758 deberá lanzar Pipino tres campañas contra ellos hasta conseguir echarlos hasta las cercanías de Rávena.
Al final de estas expediciones, Pipino el Breve acude a entregar al papa los territorios conquistados: veintidós ciudades de la Italia central, Rávena, Perusa y las provincias de Emilia-Romagna y de la Pentápolis se unen a Roma, formándose así el nuevo Estado Pontificio. No obstante, Pipino, tras esta victoria, multiplicará sus esfuerzos diplomáticos para intentar restablecer la concordia entre los lombardos y Roma.

## Consolidación del reino
Durante su reinado, Pipino consiguió devolver el orden en su reino:
- Con los grandes señores, obtuvo su vasallaje por medio de juramentos de fidelidad.

- Logró expulsar definitivamente a los árabes de la Septimania, provincia del reino franco, tras la toma de Narbona en el 759.

- Recuperó Aquitania tras una larga serie de batallas contra Waiofar, duque de Aquitania, de 761 a 768.

No obstante, deberá continuar luchando para asegurar su autoridad en las fronteras, especialmente en Germania donde, después de la abdicación de Carlomán en 747, tuvo que enfrentarse con su hermanastro Grifón, hijo ilegítimo de Carlos Martel, que se había hecho reconocer como duque de Baviera. Una vez vencido, fue nombrado duque del Meno, marca creada por él; fue la manera de alejarlo de los bávaros y disuadirle de cualquier revuelta. Pero, desgraciadamente, se enfrentó a los lombardos y fue asesinado.
En 754-755, Pipino inicia una reforma monetaria con la adopción del denario de plata en 755 e instaurando el diezmo en 756. El Edicto de Ver fue una primera tentativa de uniformar el peso y el aspecto del denario de plata franco, pero la marca de la autoridad real no figura sistemáticamente en la moneda hasta la llegada de Carlomagno, a partir de 793.

## La muerte de Pipino el Breve
Murió el 24 de septiembre de 768 en Saint-Denis, tras haber repartido el reino, siguiendo la vieja costumbre franca, entre sus dos hijos Carlos I (el futuro Carlomagno) y Carlomán. Fue enterrado en la abadía de Saint-Denis, donde también reposan su hijo Carlomán, muerto en 771, y su esposa Bertrada, fallecida en 783.

## Cronología
- Hacia 714: Nacimiento de Pipino, hijo de Carlos Martel.[1]
- 741: Es nombrado mayordomo del palacio de Neustria tras la muerte de su padre.[1]
- 743: Pipino libera a Childerico III del monasterio en el que se hallaba encerrado desde 737, para coronarle rey.
- 744: Convoca el concilio de Soissons, que establecerá la jerarquía en el seno del clero franco, a cuyo frente está Bonifacio.
- 744: Se casa con Bertrada de Laon, llamada la del pie grande.
- 747: Su hermano Carlomán elige la vida monástica[1] y cede su mayoría de Austrasia a su hermano menor.
- 751: Pipino depone a Childerico III y se hace elegir rey[7] en noviembre en Soissons, por aclamación de la asamblea de los nobles del reino y, asimismo, se hace consagrar dos veces en diciembre en Austrasia.
- 752: Obtiene las ciudades vasallas de los musulmanes de Agda, Béziers, Nimes y Villeneuve-lès-Maguelone.[8]
- 754: El nuevo papa Esteban II le pide ayuda militar contra los lombardos[7] que amenazan a Roma y le consagra rey en Saint-Denis el 28 de julio. En octubre Pipino envía una delegación para apaciguar a los lombardos, pero no tiene éxito.
- 755: Pipino lanza una primera expedición contra los lombardos, saliendo victorioso de la misma.
- Edicto de Ver, instaurando la reforma monetaria.
- 756: Segunda campaña contra los lombardos.
- Instauración del diezmo a favor del clero.
- Adopción del denario de plata.
- 757: Tercera campaña contra los lombardos.
- 758: Cuarta campaña contra los lombardos, en la que logra finalmente expulsarlos hasta las cercanías de Rávena.
- 759: Expulsa definitivamente a los árabes de la Septimania y toma Narbona, ocupada por los musulmanes en el 719.[9]
- 761: Primera campaña, de una serie de ocho, contra el duque de Aquitania, la última en 768.
- 768: Muere el rey Pipino el Breve el 24 de septiembre en Saint-Denis.[1]

## Títulos
| Títulos Reales Carolingios |                            |                                  |
| Predecesor: Childerico III | Rey de los Francos 751-768 | Sucesor: Carlomagno y Carlomán I |